# Bausch & Lomb Championships 2004
Amelia Island Championships 2004 — жіночий тенісний турнір, що проходив на відкритих кортах з ґрунтовим покриттям Racquet Park at the Amelia Island Plantation на острові Амелія (США). Належав до серії Tier II в рамках Туру WTA 2004. Відбувсь удвадцятьп'яте й тривав 5 до 11 квітня 2004 року. Ліндсі Девенпорт здобула титул в одиночному розряді.

## Фінальна частина

### Одиночний розряд
Ліндсі Девенпорт —  Амелі Моресмо, 6–4, 6–4

### Парний розряд
Надія Петрова /  Меган Шонессі —  Міріам Казанова /  Алісія Молік, 3–6, 6–2, 7–5